# 克里米亚历史
克里米亚的历史最早可以追溯到公元前5世纪。

## 史前
人类在克里米亚定居的最早证据可以追溯到旧石器时代中期。

## 古典时代
在铁器时代初期，克里米亚地区有两大势力。克里米亚南部的陶里人和克里米亚山区的斯基泰人。
公元前2世纪，特鲁西埃东部地区成为博斯普鲁斯王国的一部分。在公元前1世纪，纳入罗马帝国的版图。

## 中世纪
10世纪中期，克里米亚东部地区被斯维亚托斯拉夫·伊戈列维奇征服，成为基辅罗斯的一部分。
由于蒙古帝国的入侵，基辅失去了对克里米亚的控制。

## 克里米亚汗国（1441–1783年）
在蒙古金帐汗国被帖木儿破坏之后，克里米亚鞑靼人建立了克里米亚汗国。

## 俄罗斯帝国
1784年2月，叶卡捷琳娜二世女皇在当地建立州。
1853年至1856年，俄罗斯帝国和英国、法国、奥斯曼帝国、薩丁尼亞王國和拿騷公國联盟爆发了克里米亚战争。

## 俄罗斯内战
在1917年俄国革命之后，克里米亚陷入混乱。在俄国内战期间，克里米亚多次易手。

## 苏联时期（1921–1991年）
1921年10月18日，克里米亚自治苏维埃社会主义共和国成为俄罗斯苏维埃联邦社会主义共和国的一部分，亦成为苏联的一部分。
1954年2月19日，在苏联共产党第一书记赫鲁晓夫主导下，苏联最高苏维埃主席团宣布将克里米亚划入乌克兰苏维埃社会主义共和国。

## 乌克兰内自治共和国（1991–2014年）
苏联解体之后，克里米亚成为独立的乌克兰一部分。

## 俄罗斯内共和国
2014年，俄罗斯联邦政府派出無標識特種部隊，攻佔克里米亞，隨後將之兼併。